# 阿默湖畔因宁
阿默湖畔因宁（德語：Inning am Ammersee，官方拼写为，發音：[ˈɪnɪŋ ʔam ˈʔamɐˌzeː] ⓘ）是德国巴伐利亚州上巴伐利亚行政区施塔恩贝格县的市镇，面积24.42平方千米，2023年12月31日人口为4,834人。